# 31e régiment d'infanterie territoriale
Le 31e régiment d'infanterie territorial est un régiment d'infanterie de l'Armée française qui a participé à la Première Guerre mondiale.

## Création et différentes dénominations
- 19 mars 1875 : le 31e régiment d'infanterie territoriale reçoit son numéro en prévision de la mobilisation[1]
- 1er août 1914 : création du 31e régiment d'infanterie territoriale
- 1er août 1918 : dissolution

## Chefs de corps
- 1er août 1914 - 20 mai 1917 : lieutenant-colonel Pichon
- 20 mai 1917 - 1er août 1918 : lieutenant-colonel Virey

## Historique des garnisons, combats et batailles

### Première Guerre mondiale

#### Affectations
- 83e division d'infanterie territoriale, d'août 1914 à juillet 1915
- 72e division d'infanterie d'août à novembre 1918.

#### 1914
Le régiment est formé le 1er août 1914 à Alençon, il est formé de 3 bataillons composés de 49 officiers et 2 966 sous-officiers, caporaux et soldats.
- 1er - 5 août : création à Alençon et concentration des unités.
- 5 août : transport par V.F. au camp retranché de Paris vers les forts de l'est.
- 30 août : les 2 premiers bataillons sont affectés à la 166e brigade mobile, le 3e bataillon reste stationné à Paris.
- 2 septembre 1914 - 2 mai 1915 : durant les premiers jours de septembre, le régiment est employé à la constitution de tranchées et d'éléments de défense vers Soisy-sous-Montmorency et Eaubonne et plus généralement l'ouest de Paris[2]. Dans les premiers mois de la guerre, le 1er bataillon est chargé d’occuper le secteur de Pontoise, Pierrelaye, et Saint-Ouen-l’Aumône.

décembre 1914 : travaux de campagne dans la région de Pontoise. Puis stationnement dans le secteur est de Paris, renforcement des positions défensives.

#### 1915
- 2 mai 1915 - 23 janvier 1916 : transport par V.F. dans la région de Verdun. Le régiment est rattaché à la 1re brigade de la division de marche de Verdun. Occupation de secteur vers Fresnes-en-Woëvre et Pintheville.

#### 1916
- 23 janvier - 17 février : le régiment est rattaché au 30e corps d'armée.
- 17 février - 5 mars : rattaché à la 132e division d'infanterie, le régiment est engagé à partir du 21 février dans la bataille de Verdun.

24 - 25 février : évacuation des positions dans la plaine de Woëvre, repli sur la ligne Moulainville, Watronville. Jusqu'au 28 février, le régiment réalise des tranchées de soutien sous les tirs allemands.
28 février : attaque allemande, des éléments du régiment se retrouve en première ligne, un groupe de la 3e compagnie est capturé.
- 5 mars - 10 juin : occupation de position Génicourt-sur-Meuse, puis transport par V.F. dans la région de Genevreuille et d'Athesans. Travaux de voies ferrées entre Belfort et la frontière suisse.
- 10 juin - 17 juillet : transport par V.F. dans la Somme, stationnement dans la région de Grandvilliers ; le 18 juin, le régiment atteint Moreuil et participe à la bataille de la Somme.
- 17 juillet 1916 - 18 janvier 1917 : mouvement de rocade, le régiment occupe un secteur dans la région de Montdidier et Pierrepont. Le 3e bataillon est dissous au cours de cette période.

#### 1917
- 19 janvier - 26 juin : transport par V.F. dans la région de Verdun, stationnement vers Musy. À partir du 23 janvier, mouvement vers Dugny-sur-Meuse, travaux de défense autour de Verdun.

20 mai : le lieutenant-colonel Pichon est remplacé par le lieutenant-colonel Virey.
6 - 26 juin : occupation d'un secteur du front vers Mouilly, bombardements réguliers allemands.
- 26 juin 1917 - 29 mars 1918 : retrait du front, transport par V.F. vers Mourmelon-le-Grand. À partir du 28 juin, creusement de tranchées, aménagement de cantonnement vers le Téton et le Casque, pertes sensibles par obus toxiques.

#### 1918
- 29 mars - 28 mai : mouvement de rocade, arrivée dans la région de Compiègne. À partir du 14 avril, concentration dans la région de Tartiers, travaux de défense ou de construction de voies ferrées.
- 28 mai - 1er juin : engagé dans la bataille de l'Aisne. Le régiment se défend et organise le terrain vers Chavigny, Vauxrezis, Osly-Courtil, Fontenoy.
- 2 juin - 8 juillet : repli sur Vic-sur-Aisne, défense de la tête de pont entre Vic-sur-Aisne et Attichy.
- 8 - 14 juillet : retrait du front.
- 14 - 31 juillet : transport par camions vers Haramont, poursuite des troupes allemandes, transport de munitions, escorte des prisonniers, assainissement du champ de bataille. Le régiment est ensuite transformé en deux bataillon de pionniers et 1 bataillon de mitrailleuses.
- 1er août : le régiment est dissous.

## Drapeau
Il porte, cousues en lettres d'or dans ses plis, les inscriptions suivantes :
- Verdun 1916.